# Wolfgang Breuer (Fußballspieler)
Wolfgang Breuer, gerufen „Bobby“ (* 24. Mai 1944) ist ein ehemaliger deutscher Fußballspieler, der in der Saison 1972/73 mit der SPG WSG Swarovski Wattens-Wacker Innsbruck in der österreichischen Nationalliga die Meisterschaft und den Pokal gewann und dabei auch mit 22 Treffern Torschützenkönig wurde. Mit 156 Toren ist Breuer der Rekordtorschütze der damals zweitklassigen deutschen Fußball-Regionalliga Süd. Insgesamt werden für Breuer von 1965 bis 1980 in Meisterschaftsspielen 247 Tore bei den Vereinen FC Bayern Hof, Wacker Innsbruck und SpVgg Bayreuth aufgelistet.

## Laufbahn

### Jugend, 1954 bis 1965
Wolfgang Breuer durchlief, angefangen von der D-Jugend, alle Altersklassen der Jugendabteilung von Tuspo Bayreuth. 1962 rückte er in die 1. Mannschaft auf und feierte  als vielfacher  Torschütze mit Tuspo zweimal den Aufstieg. Als er 1964 seinen Wehrdienst ableistete, bestritt er mehrere Auswahlspiele beim Militär und spielte dabei auch mit dem gleichaltrigen Talent von der SpVgg Bayreuth, Manfred Größler, zusammen. Nach der Bundeswehrzeit wagte er 1965 den Abschied von seinem Heimatverein und gab dem Werben des Regionalligisten FC Bayern Hof nach.

### FC Bayern Hof, 1965 bis 1972
Zur Runde 1965/66 wechselte der 21-jährige Wolfgang Breuer vom B-Ligisten Tuspo Bayreuth zum FC Bayern Hof in die Regionalliga Süd. Geografisch war dies nur ein  Wechsel vom Roten Main an die obere Saale innerhalb Oberfrankens, sportlich dagegen war der Schritt der jungen Stürmerhoffnung gewaltig. Aus der Anonymität des unterklassigen Amateurfußballes mit wöchentlich zwei Trainingseinheiten sprang er direkt in den Vertragsfußball der Regionalliga, der im Jahre 1965 den Unterbau der Fußball-Bundesliga darstellte. Auf Anhieb stellte die Torjägerhoffnung auch in dieser Klasse seine Qualitäten unter Beweis. Er erzielte 27 der 71 Tore der Hofer in dieser Runde. Mit 34:34 Punkten landete Hof auf dem neunten Platz in der Tabelle, der neue Mittelstürmer auf dem zweiten Platz in der Torjägerrangliste im Süden hinter Willibald Mikulasch vom ESV Ingolstadt, der es auf 29 Tore gebracht hatte.
In seiner zweiten Saison 1966/67 trugen seine 28 Treffer maßgeblich zum Gewinn der Vizemeisterschaft und damit dem Einzug in die Bundesliga-Aufstiegsrunde bei. Trainer Heinz Elzner, neu vom VfB Helmbrechts nach Hof gekommen, führte die Mannschaft mit Torjäger Breuer und dem Mittelfeldtechniker Siegfried Stark zusammen mit dem Spielausschussvorsitzenden Armin Möbius zu diesem überraschenden Erfolg. In der Aufstiegsrunde zahlten die „Gelb-Schwarzen“ vom Stadion Grüne Au dann jedoch kräftig Lehrgeld. Hinter Borussia Neunkirchen, SW Essen und Arminia Hannover reichte es nur zu Rang vier.
In der dritten Saison 1967/68 steigerte sich das Team aus dem Zonenrandgebiet – Hof lag nur 3½ km von der damaligen DDR-Grenze entfernt – und holte mit 27 Breuer-Toren die Meisterschaft in der Regionalliga Süd vor den Offenbacher Kickers. „Bobby“ hatte damit in drei Runden Regionalliga 82 Tore zu Buche stehen. Seine herausragende Klasse bewies er dann eindrucksvoll in der Aufstiegsrunde gegen die Rivalen Hertha BSC, Rot-Weiss Essen, SV Alsenborn und Göttingen 05 mit acht Treffern. Damit hatte er auch in diesem Wettbewerb die meisten Tore erzielt; dies gelang dem Torjäger mit einer Mannschaft, die nur auf Platz fünf der Gruppe 2 landete und insgesamt 12 Tore auf der Habenseite verzeichnete. In den nächsten zwei Spielzeiten ließ der Toreproduzent weitere 39 Treffer folgen, seine Mannschaft musste sich aber mit den Rängen drei und vier begnügen. Als der pfeilschnelle, dabei ballgewandte und vor allem  treffsichere Mittelstürmer in der Saison 1970/71 durch Krankheit und Verletzungen bedingt nur 18 Spiele mit acht Toren für die „Schwarz-Gelben“ beisteuern konnte, rutschte das Team auf Platz 13 ab. Mit einem gesunden „Bobby“ Breuer gelangte Bayern Hof im Jahr darauf aber wieder in die Erfolgsspur zurück.
In der Saison 1971/72 wurde die Vizemeisterschaft hinter Offenbach gefeiert und damit TSV 1860 München auf Platz drei verwiesen. Beim Spitzenspiel am 22. April 1972 gegen Kickers Offenbach – Hof erreichte gegen das Star-Ensemble des OFC mit Winfried Schäfer, Horst Gecks, Erwin Kostedde und Sigfried Held in der „Grünen Au“ ein 2:2  –  brachte „Bobby“ Breuer mit zwei Treffern in der ersten Halbzeit die Hofer mit 2:0 in Führung. In der Runde kam der Torjäger insgesamt auf 27 Treffer. Vier Tore gelangen ihm in der Aufstiegsrunde 1972, aber in diesem Jahr war die gegnerische Truppe von Trainer Horst Buhtz, der Wuppertaler SV, eine Klasse für sich und zog in die Bundesliga ein. Das Spiel am 25. Juni 1972 beim VfL Osnabrück war dann  Breuers letzter Auftritt für den FC Bayern Hof. Nach acht Jahren hatte Wolfgang Breuer in der Regionalliga Süd in 221 Ligaspielen 156 Tore erzielt und war damit der Rekordtorschütze der Regionalliga Süd. In seinen 22 Aufstiegsrundenspielen kamen weitere 14 Tore für Hof hinzu.
Nachdem er vorher Angebote von Bayern München, 1. FC Köln, VfB Stuttgart und dem massiv werbenden 1. FC Kaiserslautern (Ehrenspielführer Fritz Walter führte mehrere Telefongespräche mit dem umworbenen Torjäger) ausgeschlagen hatte, willigte er in den Wechsel nach Österreich zu Wacker Innsbruck ein. Die Innsbrucker Spieler kannte Breuer aus Freundschaftsbegegnungen, die Verantwortlichen hielten über Monate geduldig die Kontakte zum zögernden Torjäger aufrecht, sein Vertrag lief in Hof aus und der Sprung in die höchste österreichische Liga schien ihm mit 28 Jahren eher  durchführbar, als der Einstieg in die deutsche Fußballbundesliga des Jahres 1972, welche die aktuellen Europameister stellte und bei der Wahl zu Europas Fußballer des Jahres 1972 mit Franz Beckenbauer, Gerd Müller und Günter Netzer die ersten drei Plätze belegte.

### SPG Swarovski Wattens-Wacker Innsbruck, 1972 bis 1974
Als Wolfgang Breuer 1972 in die Hauptstadt des österreichischen Bundeslandes Tirol zum dortigen Fusionsclub SPG Swarovski Wattens-Wacker Innsbruck wechselte, war dieser sportliche Neuanfang die Herausforderung schlechthin. Die Doppelmeisterschaft der Jahre 1971 und 1972 der Innsbrucker war für ihn genauso eine Hypothek, wie aus der deutschen Zweitklassigkeit zu kommen und die Torjägerposition in dieser Erfolgsmannschaft einzunehmen. Darüber hinaus war die Spielgemeinschaft eine Ansammlung von einheimischen Nationalspielern (F. Koncilia, Eschlmüller, Skocik, Eigenstiller, Kriess, Hattenberger, Wolny, Siber und Jara), verstärkt durch den Dänen Ove Flindt-Bjerg (1975–77 Karlsruher SC; 41 Bundesliga-Spiele mit acht Toren) und Ex-Nationalspieler Hans Rebele, der von 1860 München ebenfalls im Sommer 1972 nach Innsbruck gewechselt war. In diesem hochkarätigen Personalrahmen sich als Torschütze zu beweisen, in der Nationalliga den Titel zu verteidigen und im Europa-Cup der Meister zu bestehen, waren die hohen Hürden für den 28-jährigen Oberfranken.
Nach anfänglichen Turbulenzen im Trainerbereich – Egon Herlan hatte nach schwachem Start das Handtuch geworfen und auch bei „Bobby“ Breuer war in der Herbstrunde Sand im Getriebe, Branko Elsner sprang als „Feuerwehrmann“ ein und „Zapf“ Gebhardt übernahm im Winter die Spielgemeinschaft – rollte der Wacker-Zug im Frühjahr 1973 wieder auf der Erfolgsspur. In der Rückrunde der Saison 1972/73 wurde der Double-Gewinn gefeiert: In der Meisterschaft hielt man ebenso wie im Pokalfinale Rapid Wien in Schach. Die anfängliche Skepsis, ob ein Mann aus der zweitklassigen Regionalliga Süd sich im Innsbrucker Meisterteam als Torschütze würde durchsetzen können, war bald verflogen. „Bobby“ Breuer stand mit 22 Treffern an der Spitze der Torjägerliste vor Lothar Emmerich von Austria Klagenfurt. Er hatte seine Torgefährlichkeit durch den Wechsel von Hof nach Innsbruck nicht eingebüßt. Alle vier mit 1:0 gewonnenen Spiele gegen Grazer AK, Rapid Wien, VÖEST Linz und Admira Wr. Neustadt entschied Breuer mit seinen Treffern. Jeweils drei Tore steuerte er bei den Erfolgen gegen Austria Klagenfurt (5:0) und Donawitzer SV Alpine (7:1) bei. In der Österreichischen Fußballmeisterschaft 1972/73 wurde das Innentrio von Wacker mit Flindt-Bjerg, Breuer und Jara (13 Tore und vielfacher Vorlagengeber) zu einem Markenzeichen ihres Offensivspiels.
Im Europa-Cup war dagegen die Hürde Dynamo Kiew eine Nummer zu groß. Oleh Blochin und seine Mitstreiter Jewgeni Rudakow und Wladimir Muntjan konnten beide Spiele im September 1972 für sich entscheiden. Im Tivoli-Stadion verloren die Tiroler mit 0:1 und in Kiew mit 0:2 Toren. Auch in der Saison 1973/74, bei Breuer begann langsam der Rückzug in das offensive Mittelfeld und er kam in der Meisterschaftsrunde auf 11 Tore, war kein Erfolg im Europa-Cup möglich. Der bulgarische Meister ZSKA Sofia gewann beide Spiele. Zur Ehrenrettung des Austria-Meisters muss aber erwähnt werden, dass Sofia im Achtelfinale den Titelverteidiger Ajax Amsterdam ausschaltete und erst im Viertelfinale gegen den neuen Cup-Sieger FC Bayern München ausschied.
Den erneuten  Titelgewinn verpassten die Innsbrucker in der Saison 1973/74 durch das torlose Remis am Schlusstag der Runde bei Sturm Graz. Da gleichzeitig der Verfolger SK Vöest Linz mit 2:0 Toren gegen die Vienna gewann, wurde die Mannschaft von Trainer Helmut Senekowitsch und Libero Hans Reich (vorher 1860 München) mit einem Punkt Vorsprung vor Wacker Innsbruck neuer Meister in Österreich. Die Vizemeisterschaft wurde in Innsbruck nicht als Erfolg gefeiert. Daraufhin zog es Breuer wieder in die Heimat zurück. Er ging aber nicht zurück nach Hof, sondern seine Heimatstadt Bayreuth gewann das Rennen um den verlorenen Sohn.

### SpVgg Bayreuth, 1974 bis 1982
Hans Walter Wild, Oberbürgermeister in Bayreuth von 1958 bis 1988 und großer Förderer des Fußballs, war einer der Hauptinitiatoren der geglückten Rückholaktion von „Bobby“ Breuer im Jahre 1974 nach Bayreuth. Die Popularität des Spielers, dessen Eigenheimbau im Ortsteil Birken und die Einführung der 2. Bundesliga ließen die Kräfte zur Verpflichtung von Breuer bündeln und zum Erfolg führen. Durch die 1974 noch bestehende Konkurrenz zum FC Bayern Hof war zusätzlich Zündstoff bei dieser Personalie. Am neunten Spieltag fand die erste Begegnung in der Saison 1974/75 der beiden oberfränkischen Rivalen im Städtischen Stadion am Ellrodtweg in Bayreuth vor 10.000 Zuschauern statt. Bayreuth gewann mit 1:0 Toren. In Hof trennten sich die Teams torlos 0:0. Zur Enttäuschung der Hofer-Fans konnte „Bobby“ Breuer an diesem Spiel an seiner alten Wirkungsstätte nicht mitwirken. Hof belegte am Rundenende Platz vier, Bayreuth Rang neun. Der Heimkehrer bestritt für Bayreuth 36 Spiele mit neun Toren. Er war jetzt mehr  „Spielmacher“ hinter den Spitzen.
Zusammen mit seinem kongenialen Kombinationspartner Manfred Größler, der wie Breuer dem Jahrgang 1944 angehörte, sorgte er fortan dafür, dass sich die Spielvereinigung in der neu eingeführten 2. Bundesliga Gruppe Süd etablierte. Von der spielerischen Klasse des Duos Breuer-Größler profitierte insbesondere Mittelstürmer Uwe Sommerer, der sich zum Torjäger der „Oldschdoder“ entwickelte. Als zur Runde 1977/78 auch der ehemalige Hofer Trainer Heinz Elzner nach Bayreuth kam – dank der Unterstützung von Fleischfabrikant Wölfel war die Spielvereinigung nicht nur sportlich wettbewerbsfähig geworden –, drang Bayreuth sogar zur Spitze der 2. Bundesliga vor. Die Schwarz-Gelben hatten einen glänzenden Start. Nach dem Ende der Vorrunde waren die Oberfranken sensationell Tabellenführer mit einer Heimbilanz von 31:3 Toren und 20:0 Punkten! Durch eine Niederlagenserie vom 21. bis 24. Spieltag (ohne Torerfolg) wurde dann allerdings viel Boden verloren. Am Rundenende stand der 4. Rang für die Altstädter zu Buche. „Bobby“ Breuer erzielte in 34 Einsätzen 12 Tore. Beim 5:1-Heimerfolg am 4. Dezember 1977 gegen VfR Oli Bürstadt gelangen ihm vier Treffer. Breuers Club in Regionalligazeiten, FC Bayern Hof, stieg dagegen aus der 2. Bundesliga ab.
In der Saison 1978/79 wurde die SpVgg Bayreuth Vizemeister der 2. Bundesliga Süd und spielte zwei Entscheidungsspiele gegen den Nordzweiten Bayer 05 Uerdingen, um sich für die Bundesliga zu qualifizieren. Vor 22.000 Zuschauern endete das Hinspiel am 14. Juni 1979 in Bayreuth 1:1 unentschieden und im Rückspiel setzte sich Bayer 05 mit 2:1 durch. Mit 35 Jahren steuerte Breuer in 35 Spielen 14 Tore zur Vizemeisterschaft bei, in den beiden Relegationsspielen war Breuer im offensiven Mittelfeld im Einsatz. In der weiteren Historie der Bayreuther rangiert der 1:0-Erfolg in der 3. DFB-Pokalhauptrunde am 12. Januar 1980, „auf gewalztem Schneeboden“ gegen den FC Bayern München mit Paul Breitner und Karl-Heinz Rummenigge ebenfalls weit vorne in der Rangliste der Erfolge. Breuer bildete dabei mit Klaus Brand und Herbert Horn das Mittelfeld.
Noch bis einschließlich 1982 – in der Saison 1981/82 lief er mit 38 Jahren nochmals in 15 Spielen für Bayreuth auf – schnürte er die Fußballschuhe für die Spielvereinigung, zuletzt auf der Liberoposition. Das letzte Spiel bestritt Breuer am 29. Mai 1982 beim Heimspiel gegen den SC Freiburg. Von 1974 bis 1982 absolvierte er 198 Spiele mit 58 Toren in der 2. Bundesliga.

### Stationen
- 1962 bis 1965: Tuspo Bayreuth
- 1965 bis 1972: FC Bayern Hof
- 1972 bis 1974: FC Wacker Innsbruck
- 1974 bis 1982: SpVgg Bayreuth

## Abschied
Am 1. Mai 1983 wurde Wolfgang Breuer gemeinsam mit seinem langjährigen Sportkameraden Manfred Größler in einem Spiel gegen die deutsche Weltmeistermannschaft von 1974 in Bayreuth in würdigem Rahmen verabschiedet.
Breuer ist sowohl in Hof als auch in Bayreuth unvergessen und wird als eine wahre Ikone des nordbayerischen Fußballs verehrt. Rückblickend bedauert Wolfgang Breuer, dass er nicht fünf, sechs Jahre früher gemeinsam mit Manfred Größler im Zenit des Könnens um den Bundesligaaufstieg spielen konnte.

## Beruf/Freundschaften/Einsichten
Beruflich war Wolfgang Breuer 29 Jahre bei der Stadtverwaltung Bayreuth beschäftigt. Auch während der Zeit seiner Fußballkarriere  war er immer berufstätig.  Ohne berufliche Absicherung wäre es bei Bayern Hof wie auch bei der SpVgg Bayreuth nicht möglich gewesen, allein durch den Fußball den Lebensunterhalt zu bestreiten.
Jährlich findet vor den weihnachtlichen Festtagen ein gemütliches Zusammensein mit den alten Hofer Spielkameraden statt. Auch Kontakte nach Innsbruck wurden durch die Teilnahme an Seniorenspielen des FC Wacker gepflegt. Zuletzt spielte der noch immer schlanke „Bobby“ Breuer im Herbst 2006 in Jenbach anlässlich eines Wacker-Revivals am Tiroler Achensee.
Persönlich möchte Wolfgang Breuer seine sportliche Laufbahn nicht in den Vordergrund stellen. Er meint, da er nie in der Bundesliga oder der Nationalmannschaft gespielt habe, keinen Anspruch auf eine Heraushebung zu haben. Zudem wären die aktiven Jahre schon lange vorbei, die Zeiten und Umstände seien völlig andere gewesen und der heutige Fußballinteressierte könne mit dem damaligen Geschehen nichts mehr anfangen.